# Laura Henson
Laura Henson (* 30. August 1872 in Philadelphia, Pennsylvania; † 4. April 1961 ebenda) war eine US-amerikanische Tennisspielerin.
Hanson ist die Tochter von James Benjamin Henson. Erstmals trat sie 1896 bei den US Championships (später US Open) an. Sie spielte für einen Tennisclub aus ihrer Heimatstadt Philadelphia. Der größte Erfolg ihrer Karriere gelang Henson ein Jahr später. Sie gewann mit ihrem Landsmann David Lynn Magruder den Mixed-Bewerb. 
Die US-Amerikanerin war zwei Mal verheiratet: ab 1899 mit William Gustavus Fischer und ab 1921 mit Francis M. Brooks. 